# Villaescusa de Haro
Villaescusa de Haro è un comune spagnolo di 578 abitanti situato nella comunità autonoma di Castiglia-La Mancia.